# Camilla Kallab
Camilla Kallab (geboren am 22. Oktober 1910 in Büx; Todesdaten unbekannt) war eine österreichische, später deutsche Opernsängerin der Stimmlage Alt.

## Leben und Werk
Camilla Kallab studierte an der Musikhochschule Frankfurt am Main und in Berlin, debütierte 1930 am Badischen Staatstheater Karlsruhe und war von 1930 bis 1934 an der Staatsoper Dresden verpflichtet. Bei den Münchner Opernfestspielen des Jahres 1932 erregte sie als Adriano in Wagners Rienzi Aufsehen. In Dresden sang sie 1933 die Adelaide in der Uraufführung von Arabella von  Richard Strauss. Sie gastierte 1934 in Amsterdam, am Teatro Colón in Buenos Aires sowie in der Walküre an der Oper in Rio de Janeiro. Von 1934 bis 1944 war sie am Opernhaus Leipzig engagiert. Dort war sie an zwei Uraufführungen beteiligt – am 12. Mai 1941 in Winfried Zilligs Windsbraut und am 1. November 1942 in Franz Petyreks Garten des Paradieses. Das Spielplanarchiv der Wiener Staatsoper verzeichnet bislang nur zwei Auftritte der Künstlerin, am 19. September 1938 als Fricka im Rheingold und am 22. Mai 1946 als Carmen. Während des Zweiten Weltkriegs sang sie bei den  Bayreuther Festspielen (Waltraute und erste Norn im Ring des Nibelungen und Magdalene in den Meistersingern von Nürnberg) sowie ein Carmen-Gastspiel 1944 an der Wiener Volksoper.
Von 1946 bis 1949 war Kallab am Hessischen Staatstheater Wiesbaden engagiert, ab 1949 an der Komischen Oper Berlin. 1946 war sie in Graz zu sehen und zu hören. Gastspiele führten sie nach Berlin, Brüssel und Amsterdam sowie an das Teatro de São Carlos von Lissabon.
Zu ihrem Repertoire zählten Ortrud im Lohengrin und Kundry im Parsifal, die Eboli in Verdis Don Carlos und die Amneris in Aida, Octavian im Rosenkavalier, Amme in der Frau ohne Schatten, Herodias in der Salome und Klytämnestra in Elektra sowie der Silla in Pfitzners Palestrina. An der Komischen Oper Berlin übernahm sie überwiegend Charakterrollen, die Marcellina in Figaros Hochzeit, die Berta im Barbier von Sevilla, die Agnes in der Verkauften Braut, die Försterin im Schlauen Füchslein oder die Zita in Gianni Schicchi.
Parallel zu ihren Bühnenauftritten war sie Konzertsolistin. Sie sang beispielsweise unter Leitung von Fritz Busch, Wilhelm Furtwängler und Richard Strauss. Während ihrer Karriere stand die Sängerin nicht im Studio. Auf HMV-Electrola erschien jedoch 1976 der Mitschnitt einer Bayreuther Meistersinger-Vorstellung aus dem Jahr 1943, in der sie die Magdalene singt. Ihre Partner waren Paul Schöffler, Ludwig Suthaus, Erich Kunz, Friedrich Dalberg, Erich Witte und Hilde Scheppan, es sangen und spielten Chor und Orchester der Bayreuther Festspiele unter Hermann Abendroth.